# Metro van Boedapest

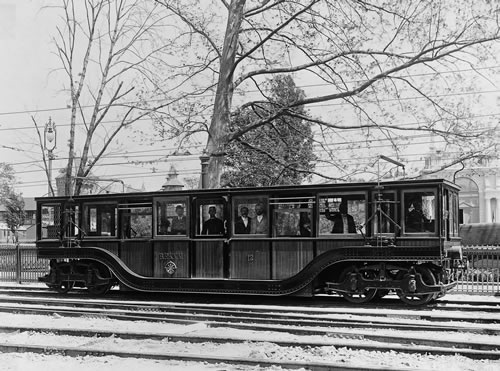
Een van de eerste motorwagens uit het jaar 1896

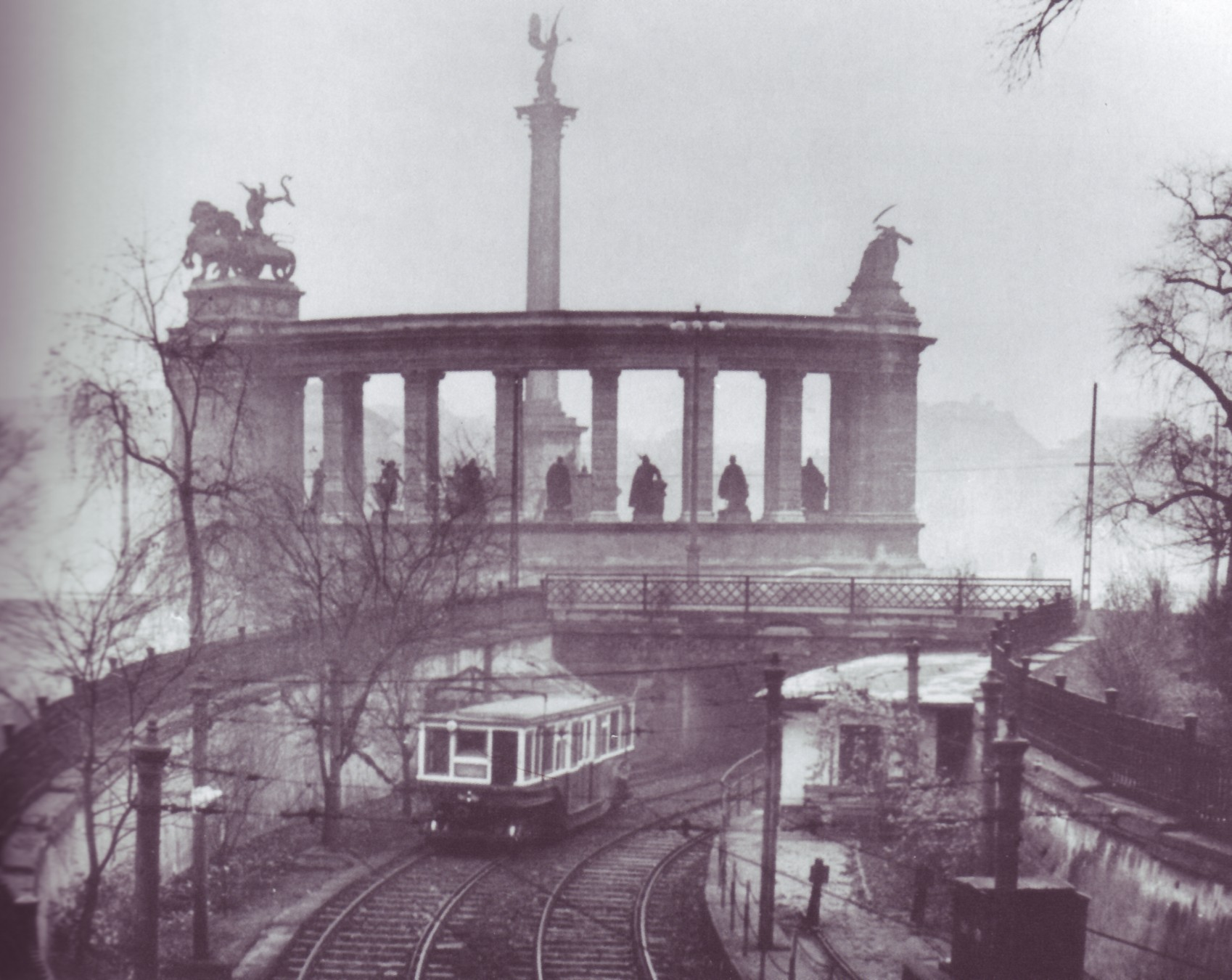
De Millenniumondergrondse voor 1973 aan het Heldenplein

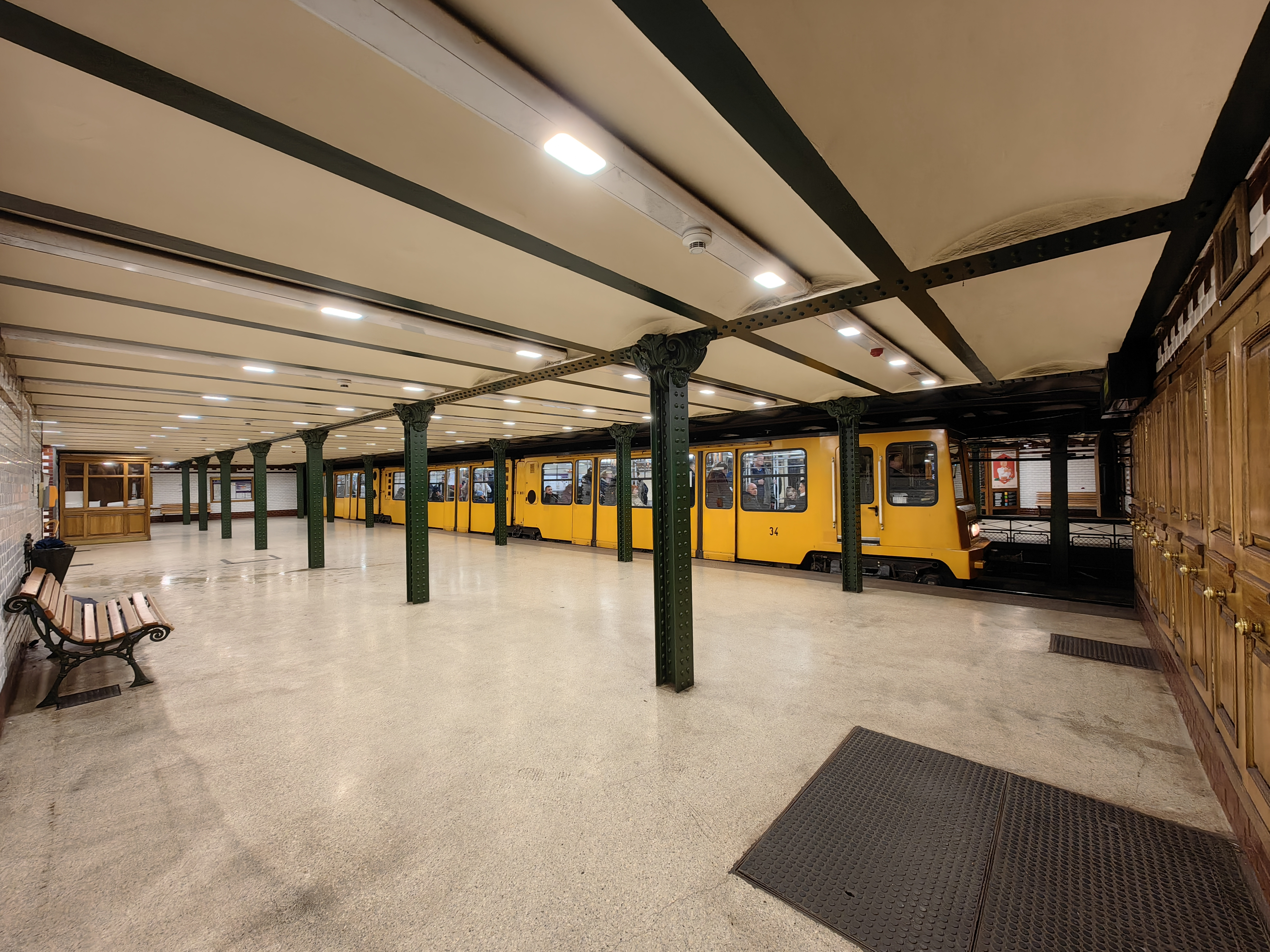
Station Oktogon aan lijn M1

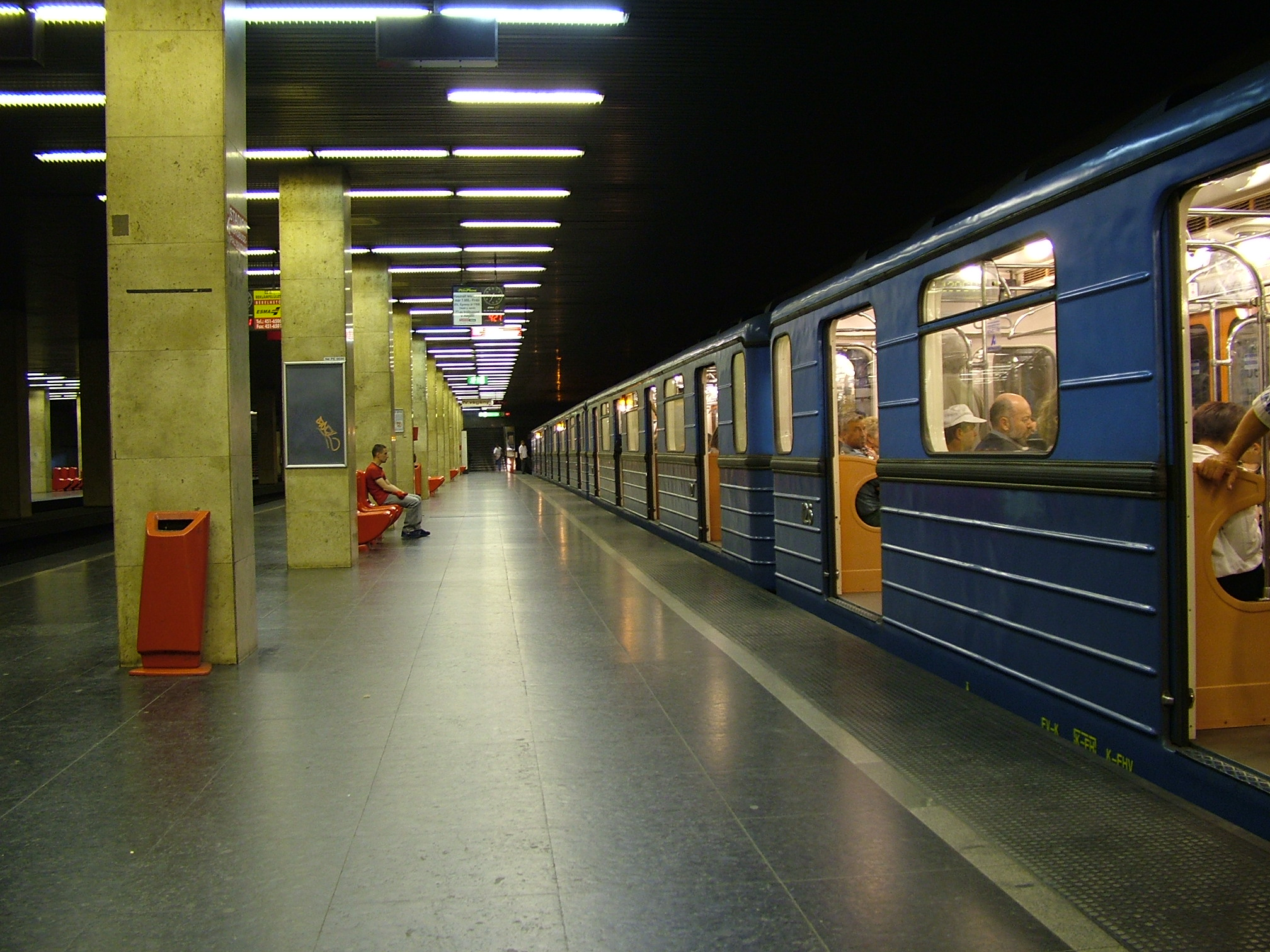
M2, halte Stadionok (Stadions)

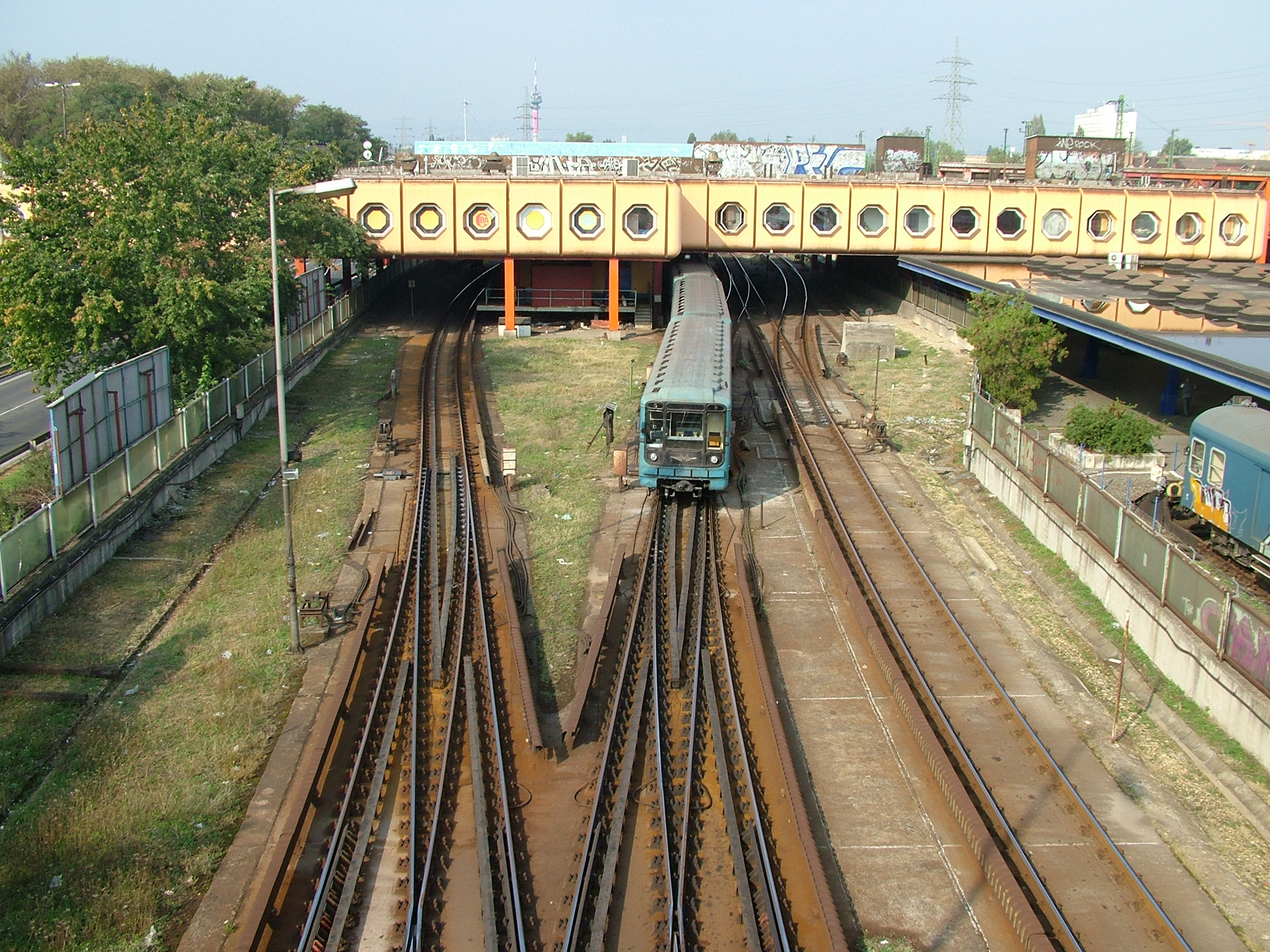
Kőbánya-Kispest, zuidelijk eindstation van M3

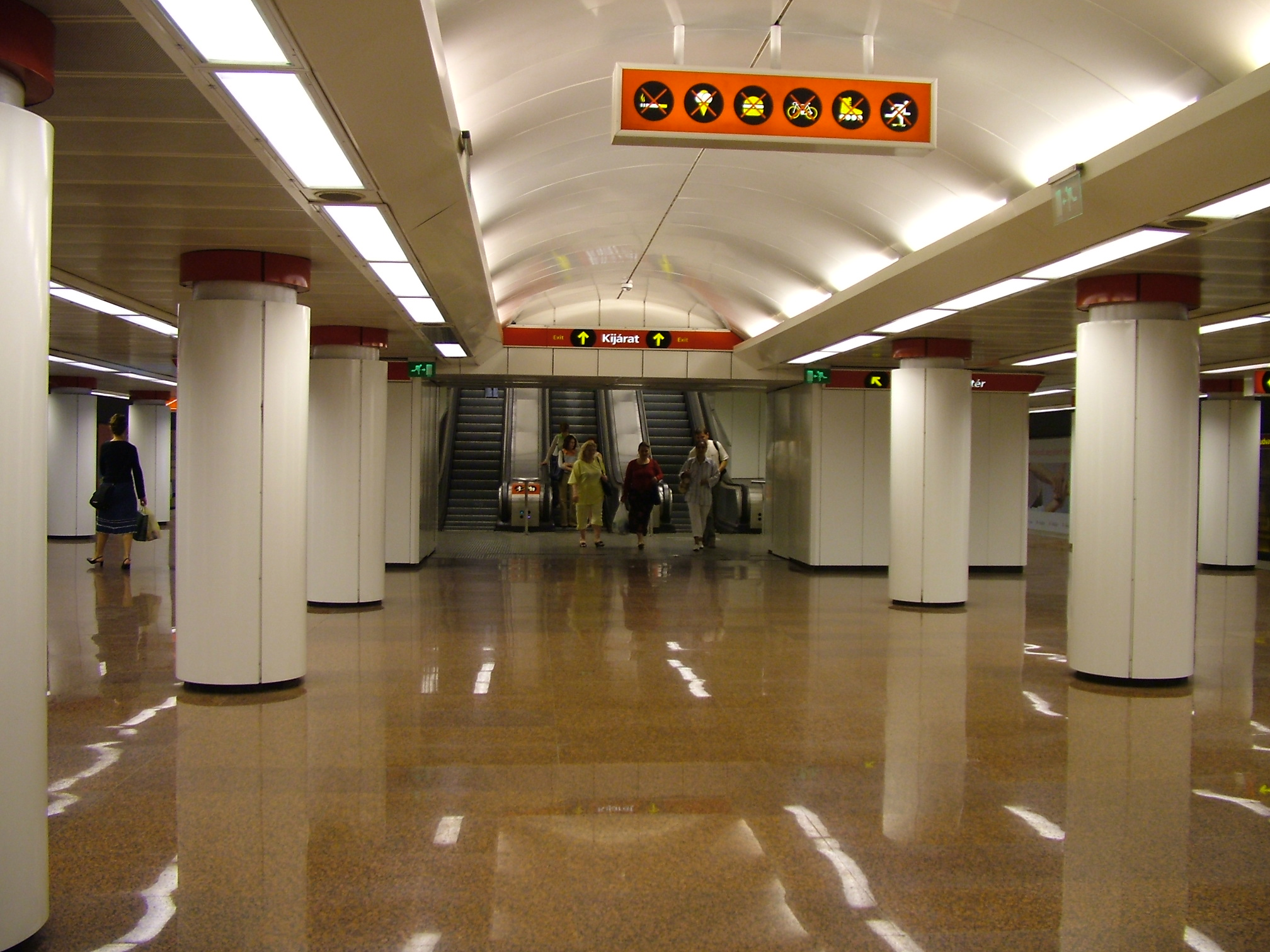
Het vernieuwde station Kossuth tér van M2

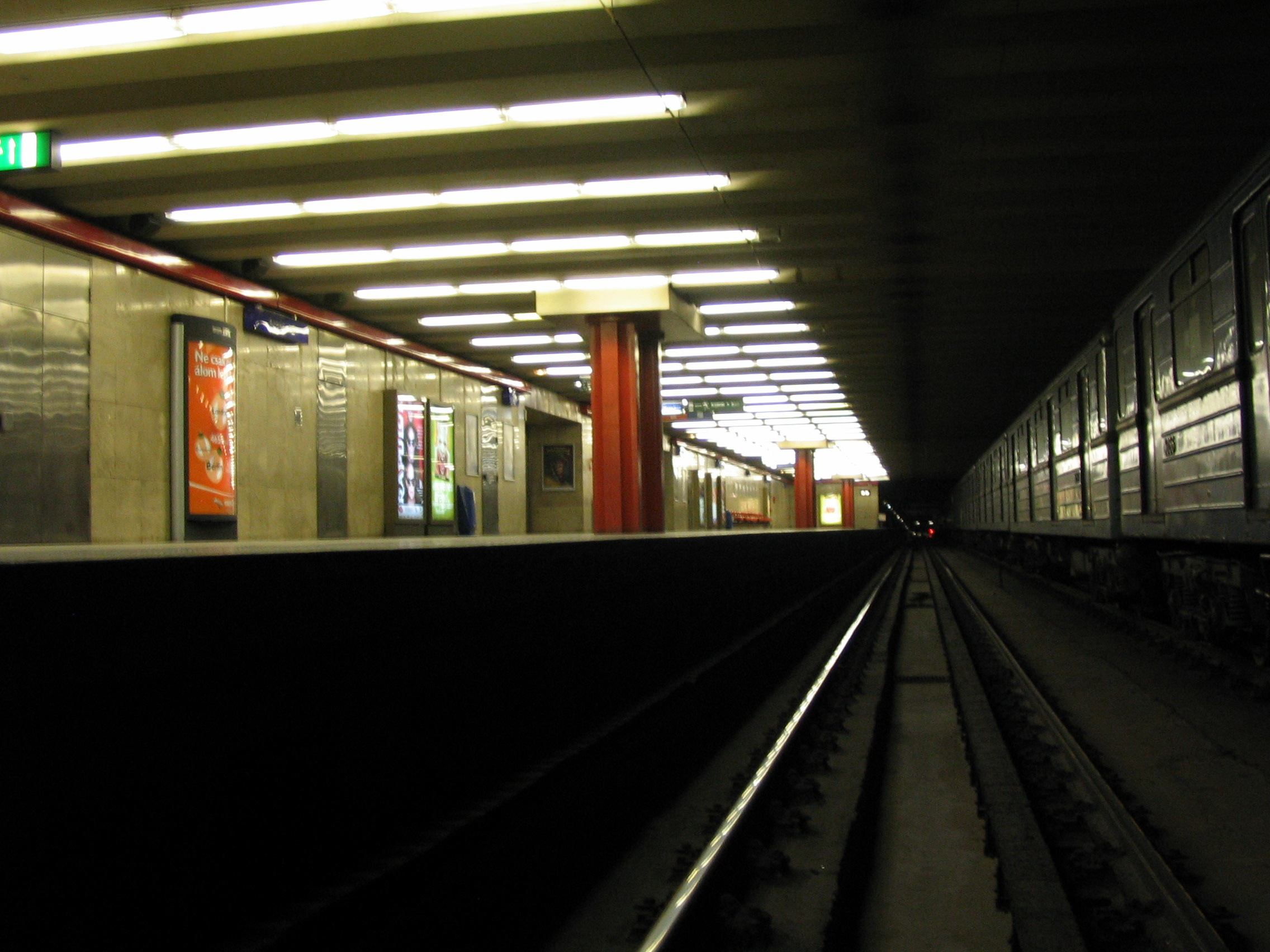
Árpád híd, het vroegere eindpunt van M3

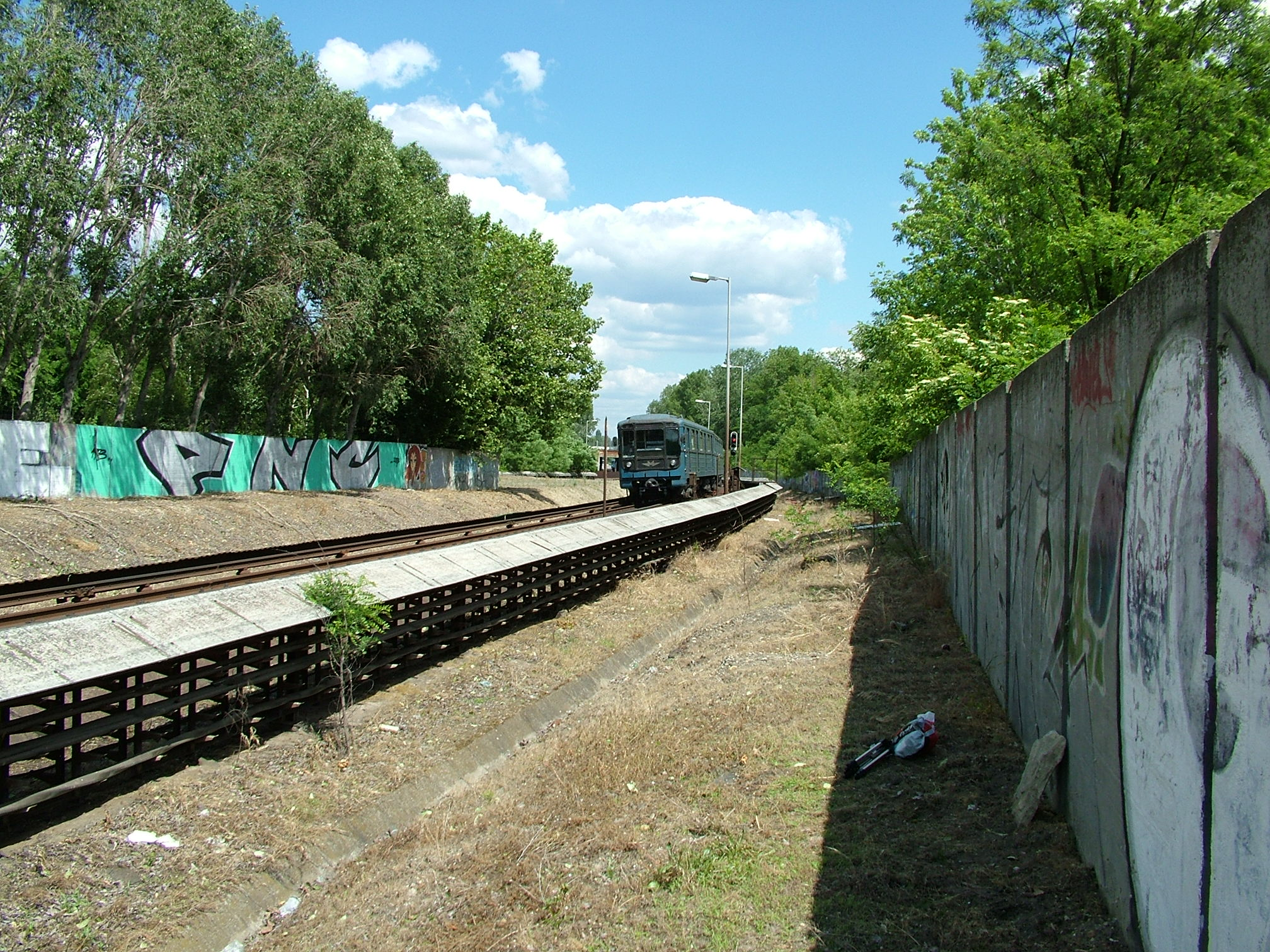
metro van het type 81-717

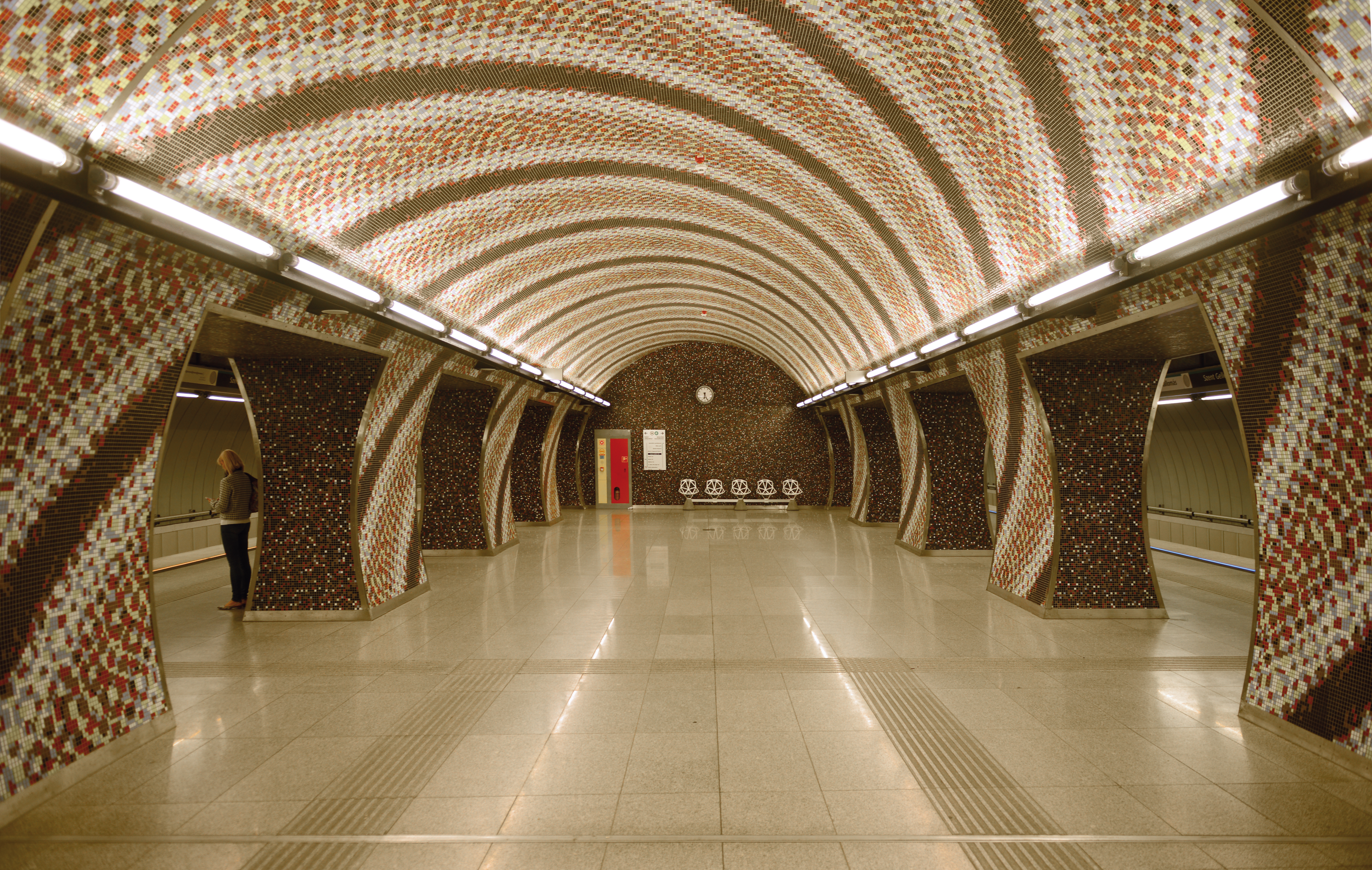
Station Szent Gellért tér van M4 in 2014

De metro van Boedapest (Hongaars: Budapesti metró) is het metronetwerk van de Hongaarse hoofdstad Boedapest, geëxploiteerd door het BKV in opdracht van het Boedapester Verkeerscentrum (BKK). Sinds 28 maart 2014 zijn er vier lijnen (M1-M4). Lijnen M1 en M3 liggen geheel in Pest. Lijn M2 en lijn M4 gaan onder de Donau door en verbinden Pest met Boeda.

## Geschiedenis
De metro van Boedapest was de eerste metro op het Europese vasteland. Hij werd op 2 mei 1896 geopend. In dat jaar werd het duizendjarig bestaan van het Koninkrijk Hongarije gevierd. De feestelijkheden werden gehouden in het stadspark (Városliget), dat toen nog ver buiten het stadscentrum lag. Het stadsbestuur had echter geïnvesteerd in een boulevard (Andrássy út) tussen het stadscentrum en het Városliget, en was tegen een tramverbinding over die boulevard. Om de verwachte massa bezoekers toch snel ter plaatse te krijgen, werd gekozen voor een ondergrondse spoorlijn. Deze lijn draagt tegenwoordig de naam Millenniumondergrondse.
De krappe afmetingen van de tunnel (het dak ligt amper 20 cm onder straatniveau) waren noodzakelijk vanwege de riolering onder de kruising van de Andrássy út en de Nagykörút. Aangezien het destijds technisch niet mogelijk was de metrolijn onder de rioolbuizen te bouwen, werd ervoor gekozen de tunnel tussen het straatoppervlak en het riool te leggen.
Na de opening van de eerste lijn duurde het tot 1970 alvorens er een nieuw stuk metro bij kwam. In dat jaar werd het eerste deel van lijn M2 geopend. In 1972 werd de tweede metrolijn volledig afgewerkt, in 1973 werd de eerste metrolijn verlengd tot over de Hungária körút en in 1976 ging het eerste deel van lijn M3 open. Die lijn werd voltooid in 1990, waarna onmiddellijk de plannen voor de vierde metrolijn op tafel kwamen. Door geldgebrek begonnen de werken daaraan pas in 2003.
In de jaren 1980-1990 werd de oudste metrolijn grondig gerenoveerd. Acht stations kregen hun oorspronkelijke uiterlijk terug. Tussen 2003 en 2006 werden alle stations van lijn M2 volledig gerenoveerd.

## Netwerk

### Overzicht
Het netwerk van de metro van Boedapest bestaat uit vier metrolijnen: M1, M2, M3 en M4.
- Lijn M1 heet officieel "Millenniumi Földalatti Vasút". Informeel staat M1 bekend als de "Földalatti" ("Ondergrondse"). Op borden en kaarten staat hij met de kleur geel afgebeeld.
- Lijn M2, officieel de "Kelet–nyugati metróvonal" ("Oost-west metrolijn"), heet informeel de "piros metró" ("rode metro"), daar deze lijn in het rood aangegeven wordt op borden en kaarten.
- Lijn M3, de "Észak–déli metróvonal" ("Noord-zuid metrolijn"), wordt informeel de "kék metró" ("blauwe metro") genoemd, naar de gebruikte kleur.
- Lijn M4 is in 2014 in gebruik genomen. Deze lijn loopt tussen Pest en Boeda en wordt de "zöld metró" ("groene metro") genoemd.
- Lijn M5 is een project in opstartfase. Deze lijn verbindt de HÉV lijnen naar Csepel en Ráckeve met het metrostation Kálvin tér (M4). Kleur is paars.

| Lijn | Traject                                    | Openstelling | Lengte | Stations |
| ---- | ------------------------------------------ | ------------ | ------ | -------- |
|      | Vörösmarty tér ↔ Mexikói út                | 1896         | 5 km   | 11       |
|      | Déli pályaudvar ↔ Örs vezér tere           | 1970         | 10 km  | 11       |
|      | Újpest Központ ↔ Kőbánya-Kispest           | 1976         | 18 km  | 20       |
|      | Kelenföld vasútállomás ↔ Keleti pályaudvar | 2014         | 7,4 km | 10       |
|      | Boráros tér ↔ Kálvin tér                   | in planning  | 3 km   | –        |

### Overstappunten
De lijnen M1, M2 en M3 kruisen elkaar op het station Deák Ferenc tér, dat daarmee een druk overstapstation is. M1 loopt vlak onder het straatoppervlak, daaronder loopt M3 en M2 is het diepstgelegen. Lijn M4 doet Deák Ferenc tér niet aan. De oostelijke eindhalte van M4 is het Keleti pályaudvar (Ooststation), dat ook bediend wordt door M2. Bij Kálvin tér kan tussen lijn M3 en M4 overgestapt worden.

## Toekomst
In de komende jaren staan diverse plannen op stapel. Vooral de verlenging van de M1, de M3 en de bouw van de eerste fase van M5 zijn in de planningsfase beland.

### Metrolijn 1
De oudste ondergrondse op het Europese vasteland zal de komende jaren worden opgewaardeerd. Er zullen nieuwe metrostellen worden ontwikkeld en er is een plan voor de verlenging van de lijn naar het westen (naar Vígadótér) en naar het oosten (Marcheggi híd), met name naar het oosten is de verlenging serieus, er komen 4 nieuwe tussenliggende stations en 1 nieuw eindstation.

### Metrolijn 3
Er bestaan concrete plannen om M3 naar het noorden uit te breiden tot de wijk Káposztásmegyer. De start bouw staat gepland vanaf 2022. De lijn zal worden uitgebreid met de 5 volgende stations: Rózsa utca, Rákospalota-Újpest vasútállomás, Óceánárok utca, Bőröndös utca en Megyeri út. 

### Metrolijn 4
De eerste fase van M4 zal in de toekomst gevolgd worden door uitbreidingen naar het noorden richting Bosnyák tér en naar het zuiden richting de wijk Gazdagrét.
De plannen zijn wel uitgewerkt, maar in de ijskast gezet.

### Metrolijn 5
De plannen voor een vijfde metrolijn (kenkleur: paars) zijn in 2021 gestart. Deze lijn zal in de toekomst de noordelijk gelegen HÉV-lijnen naar Szentendre en de zuidelijke tegenhangers naar Csepel met elkaar moeten verbinden, via het Margaretha-eiland, het Weststation (Nyugati pályaudvar) en Kálvin tér, met overstapmogelijkheden op de andere metrolijnen.
De eerste fase is het boren van een tunnel vanaf Közvágóhíd naar Kálvintér. Onder het bestaande Metrostation Kálvintér zal een tunnel worden geboord op 50 meter diepte (onder de bestaande M4 door, die 38 meter onder de grond ligt). De HÉV lijnen H6 en H7 kunnen daardoor doorrijden naar het centrum van Boedapest.

## Vervoerbewijzen

### Overzicht
Bij BKK kan men kiezen tussen kaartjes (jegyek) en abonnementen (bérletek). Bij de kaartjes zijn er kaartjes, die geldig zijn voor één enkele reis, en netkaarten met een duur van maximaal een week. Ook zijn er enkele speciale kaartjes. De abonnementen zijn maximaal een jaar geldig.

### Gewone kaartjes
Gewone vervoerbewijzen van BKK zijn geldig op de meeste typen van het Boedapestse openbaar vervoer: bus, tram, metro, tandradbaan en ook de HÉV-trein voor de trajecten binnen de grenzen van Boedapest. Het gewone kaartje (Vonaljegy) staat overstappen toe tussen de vier verschillende metrolijnen. Andere overstappen, bijvoorbeeld van metro op een ander voertuig, of van tram op tram, bus op tram, etc., zijn echter niet toegestaan. De gewone kaartjes kan men tegen een lager tarief per setje van tien (10 db-os gyűjtőjegy) kopen. Tegen een toeslag kan men de een los enkeltje ook bij het instappen op de bus of tram kopen.

### Andere typen kaarten en abonnementen
Er bestaan tevens overstapkaartjes (Átszállójegy), die duurder zijn dan de gewone kaartjes en één andere overstap toelaten, bijvoorbeeld van metro op bus. Daarnaast zijn er uitsluitend voor de metro ook goedkopere "short section"-kaartjes (Metrószakaszjegy), die geldig zijn voor een reis van maximaal drie stations. Naast gewone kaartjes zijn er netkaarten voor één, drie of zeven dagen. Voor enkele speciale vervoermiddelen (de kabelspoorweg (Sikló) naar de burchtwijk van Boeda, de boten over de Donau en de stoeltjeslift (Libegő) in de heuvels van Boeda) zijn er aparte kaartjes. Naast netkaarten bestaan er ook abonnementen van twee weken, een maand, een trimester of een jaar. Hiervoor is een pasje met foto verplicht.

## Dienstregeling
De eerste metro vertrekt dagelijks om 4.30 uur, de laatste om 23.30 uur. 's Morgens vroeg en 's avonds laat is er een interval van 10 tot 15 minuten, tijdens de piekuren is dit 2 à 3 minuten. Op stations van M1, M3 en M4 staat aangegeven wanneer de volgende metro kan worden verwacht, op stations van M2 hoelang geleden de vorige metro is vertrokken. Tussen 23.30 en 4.30 uur wordt de metrodienst waargenomen door nachtbussen.

## Materieel
- Op lijn M1 doen smalprofielwagens dienst. De treinen op deze lijn zijn vanwege de krappe tunnelmaat een stuk kleiner dan die op de andere lijnen, maar krijgen hun stroom desondanks van een bovenleiding. Het materieel van deze lijn is niet uitwisselbaar met de andere lijnen. De perrons van lijn M1 zijn klein, daarom hebben de treinstellen op die lijn een lage instap. Ze rijden met 2 stuurstandrijtuigen en 1 tussenrijtuig en kennen geen doorloop. Dit materieel is geel en heeft dwarsbanken.
- Op de lijnen M2 en M4 rijden volledig doorloopbare rijtuigen van het type Alstom Metropolis. Het interieur heeft langsbanken.
- Op lijn M3 deden dezelfde treinstellen (van Sovjetmakelij) dienst als in de metro's van Praag, Warschau en alle metrosystemen in de voormalige Sovjet-Unie. De stellen bestonden uit 2 stuurstandrijtuigen en 4 tussenrijtuigen zonder doorloop voor het publiek. Tussen de rijtuigen bevindt zich enkel een nooddeur. Dit materieel is blauw en heeft langsbanken. In 2017 en 2018 worden de gerenoveerde treinstellen in dienst gesteld.[2] Samen met de renovatie van de treinstellen wordt de hele gerenoveerd[3]
- De metrostellen op lijn M2 worden bediend door 2 mensen, die op lijn M1 en M3 slechts door een. Lijn M4 rijdt sinds 2017 volledig geautomatiseerd.

## Trivia
- De inwoners van Boedapest verwijzen doorgaans met metró alleen naar de lijnen M2, M3 en M4. De lijn M1 staat bekend als de Földalatti ("Ondergrondse"). Het woord "földalatti" kan men anderzijds, in tegenstelling tot het Nederlandse "ondergrondse", ook alleen maar voor lijn M1 gebruiken en niet voor de andere lijnen of voor metro's in andere steden.
- De capaciteit van lijn M1 is aanzienlijk minder dan die van lijnen M2, M3 en M4.
- Bijna alle stations liggen ondergronds. Alleen Pillangó utca en Örs vezér tere (lijn M2) en Kőbánya-Kispest (lijn M3) liggen bovengronds.
- Metrostation Kálmán Széllplein is het diepstgelegen metrostation in Boedapest.
- Op alle metrostations (met uitzondering van 2 à 3 stations van lijn M1) vindt permanente controle plaats op het bezit van een geldig vervoersbewijs en op overstappen met een gewoon ticket. Dit vergt nogal wat mankracht. Tourniquets ontbreken.
- M4 is de enige lijn die niet stopt op station Deák Ferenc tér.
- De films Kontroll en Underworld zijn (deels) gefilmd in de metro van Boedapest.
- Bij de diepgelegen stations van lijn M2 zijn vier roltrappen waarvan er twee tijdens de daluren buiten gebruik zijn.
- Op het Deák Ferenc tér bevindt zich het metromuseum, met chronologisch opgesteld materieel vanaf 1896 tot heden.